# Жак и Берта Липшиц
«Жак и Берта Липшиц» (фр. Jacques et Berthe Lipchitz) — картина Амедео Модильяни, написанная маслом на холсте в 1916 году. На ней изображён друг художника — скульптор Жак Липшиц, стоящий рядом со своей сидящей женой Бертой. Хранится в Чикагском институте искусств.

## История
Модильяни и Липшиц переехали во Францию в молодом возрасте. Они оба имели еврейское происхождение и стали близкими друзьями, часто вращающимися в одних и тех же художественных кругах Парижа. Несмотря на всё то многое, что их объединяло, между ними существовали и заметные различия — Липшиц олицетворял собой художественное трудолюбие, тогда как Модильяни — богемное разложение.
Перед написанием картины «Жак и Берта Липшиц» Модильяни сделал ряд подготовительных рисунков, из которых сохранились пять: два с изображением Липшица, два с Бертой и один вместе с ними обоими в композиции, сходной с представленной на картине. Спустя годы Липшиц следующим образом описал работу над картиной:
В 1916 году, сразу после того, как я подписал контракт с дилером Леонсом Розенбергом, у меня появилось немного денег. Я тоже недавно женился, и мы с женой решили попросить Модильяни сделать наш портрет. «Моя цена — десять франков за сеанс и немного алкоголя, вы знаете», — ответил он на мою просьбу. Он пришёл на следующий день и сделал множество предварительных рисунков, один за другим, с потрясающей скоростью и точностью. …Наконец была выбрана поза, источником вдохновения для которой послужила наша свадебная фотография. 

На следующий день в час дня Модильяни пришёл со старым холстом и коробкой с материалами для рисования, и мы начали позировать. Я вижу его ясно даже сейчас — сидящим перед своим холстом, который он поставил на стул, спокойно работающим, прерывающимся только время от времени, чтобы сделать глоток алкоголя из стоящей рядом бутылки. …К концу дня он сказал: «Ну, я думаю, всё готово».
Липшицу было неудобно отдавать за картину всего 10 франков, и он, извинившись, попросил Модильяни продолжить работу над портретом, объясняя это тем, что он как скульптор любит, чтобы было больше «материи». На что Модильяни ответил, что если Липшиц хочет, чтобы он всё испортил, он может продолжить. В итоге, работа над портретом заняла у художника почти две недели, вероятно, больше чем над какой-либо другой его картиной.

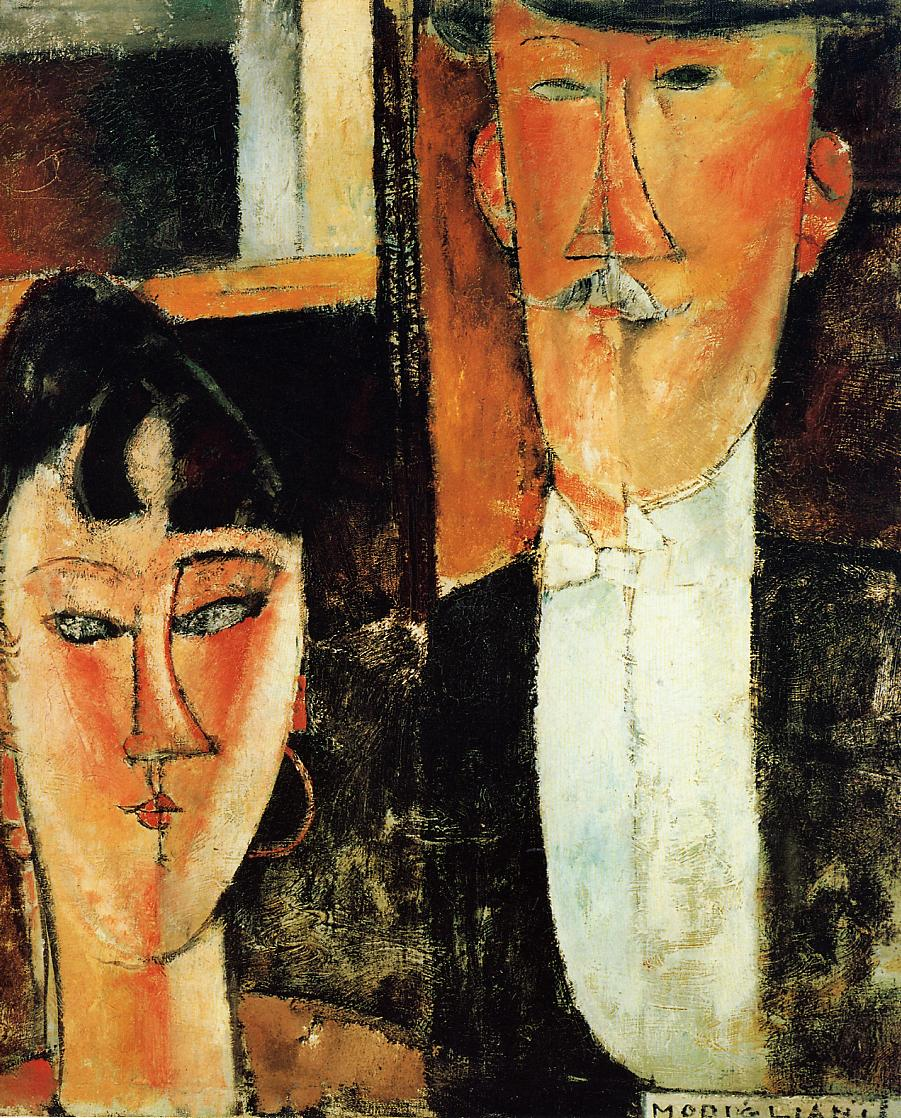
Амедео Модильяни. Жених и невеста, 1915 год. На этом двойном портрете его персонажи кажутся «марионетками», тогда как на картине «Жак и Берта Липшиц» они «превращаются в людей».

## Анализ
«Жак и Берта Липшиц» — один из двух двойных портретов, написанных Модильяни. Он отличается сложным и загадочным отображением противоположных личностей. Липшиц позирует на нём со своей женой Бертой Китроссер, русской поэтессой, в их парижской квартире, где раньше проживал скульптор Константин Бранкузи. На фоне абстрактного архитектурного интерьера возвышается фигура красиво одетого и небрежно стоящего Липшица. Его левая рука лежит на плече Берты. Их лица, похожие на маски, толкуются по разному. Нежная чувственность Берты, её большие глаза, губы и изящная шея представляют собой разительный контраст с самолюбующимся Липшицем, его маленькими глазами, ртом и «злобно искривлённым носом», создающими сатирический образ. Искусствовед и куратор Мейсон Клейн определил лицо Берты как нежное и мещанское, а в изображении её воротника с оборками и дерзкого носа нашёл признаки надменности. В то же Липшиц, по его мнению, предстаёт на картине властным человеком и защитником своей женщины.
Биограф Модильяни Вернер Шмаленбах сравнивал «Жака и Берту Липшиц» с «Женихом и невестой», написанной Модильяни в 1915 году, отметив переход от чисто формального изображения «типов» к большему интересу к передаче характеров людей. Это различие в двух работах согласуется с эволюцией рисунка и живописи Модильяни в сторону большей утончённости.
После смерти Модильяни в 1920 году Липшиц создал его посмертную маску, изготовив 12 гипсовых форм для друзей и семьи Модильяни. Вскоре после этого Липшиц продал картину своему дилеру. Картина была куплена в 1922 году, а спустя четыре года была передана в Чикагский институт искусств как часть Мемориальной коллекции Хелен Бёрч Бартлетт.